# Mvett
 (octobre 2019).
Si vous disposez d'ouvrages ou d'articles de référence ou si vous connaissez des sites web de qualité traitant du thème abordé ici, merci de compléter l'article en donnant les références utiles à sa vérifiabilité et en les liant à la section « Notes et références ».
 (février 2024).
La mise en forme du texte ne suit pas les recommandations de Wikipédia : il faut le « wikifier ».
Les points d'amélioration suivants sont les cas les plus fréquents. Le détail des points à revoir est peut-être précisé sur la page de discussion.
- Les titres sont pré-formatés par le logiciel. Ils ne sont ni en capitales, ni en gras.
- Le texte ne doit pas être écrit en capitales (les noms de famille non plus), ni en gras, ni en italique, ni en « petit »…
- Le gras n'est utilisé que pour surligner le titre de l'article dans l'introduction, une seule fois.
- L'italique est rarement utilisé : mots en langue étrangère, titres d'œuvres, noms de bateaux, etc.
- Les citations ne sont pas en italique mais en corps de texte normal. Elles sont entourées par des guillemets français : « et ».
- Les listes à puces sont à éviter, des paragraphes rédigés étant largement préférés. Les tableaux sont à réserver à la présentation de données structurées (résultats, etc.).
- Les appels de note de bas de page (petits chiffres en exposant, introduits par l'outil «  Source ») sont à placer entre la fin de phrase et le point final[comme ça].
- Les liens internes (vers d'autres articles de Wikipédia) sont à choisir avec parcimonie. Créez des liens vers des articles approfondissant le sujet. Les termes génériques sans rapport avec le sujet sont à éviter, ainsi que les répétitions de liens vers un même terme.
- Les liens externes sont à placer uniquement dans une section « Liens externes », à la fin de l'article. Ces liens sont à choisir avec parcimonie suivant les règles définies. Si un lien sert de source à l'article, son insertion dans le texte est à faire par les notes de bas de page.
- La présentation des références doit suivre les conventions bibliographiques. Il est recommandé d'utiliser les modèles {{Ouvrage}}, {{Chapitre}}, {{Article}}, {{Lien web}} et/ou {{Bibliographie}}. Le mode d'édition visuel peut mettre en forme automatiquement les références.
- Insérer une infobox (cadre d'informations à droite) n'est pas obligatoire pour parachever la mise en page.

Pour une aide détaillée, merci de consulter Aide:Wikification.
Si vous pensez que ces points ont été résolus, vous pouvez retirer ce bandeau et améliorer la mise en forme d'un autre article.
Le mvett, parfois écrit mvet ou mver, désigne un instrument de musique à cordes. Orthographié avec une majuscule (Mvett), le terme définit un ensemble de récits guerriers qui se joue accompagné dudit instrument. Mvett désigne donc à la fois la harpe-cithare ainsi que les récits héroïques que déclame un barde appelé mbom-mvett (joueur/conteur du Mvett). 

## Origine

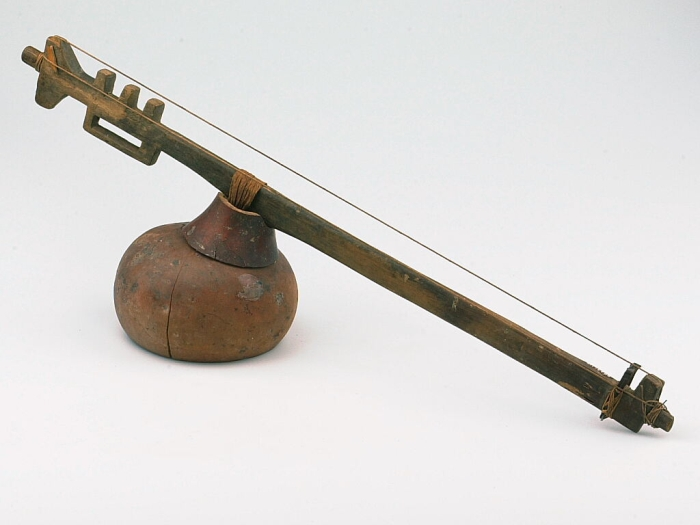
Mvet du Congo à une calebasse.

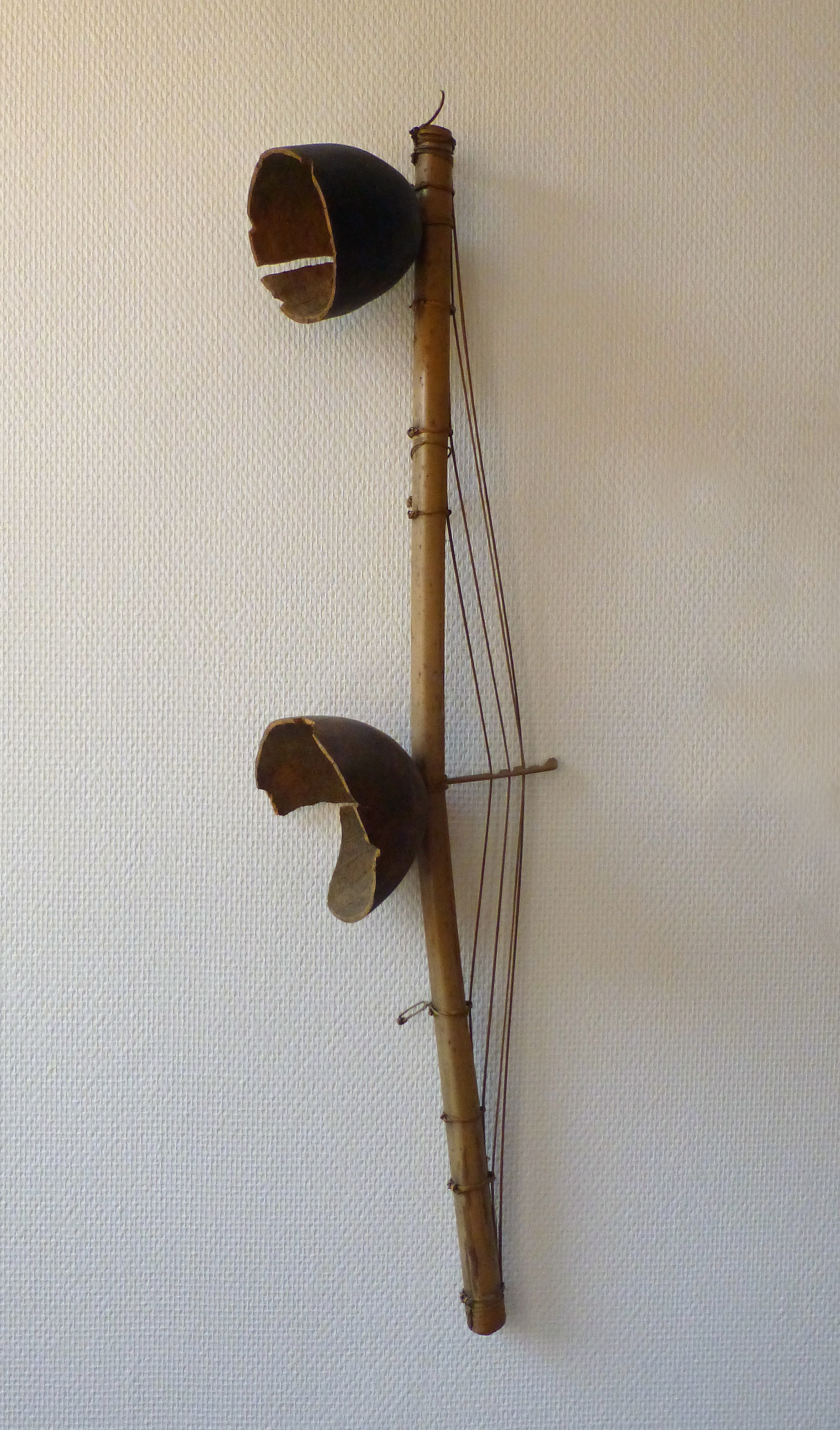
Mvet du Gabon à deux calebasses.

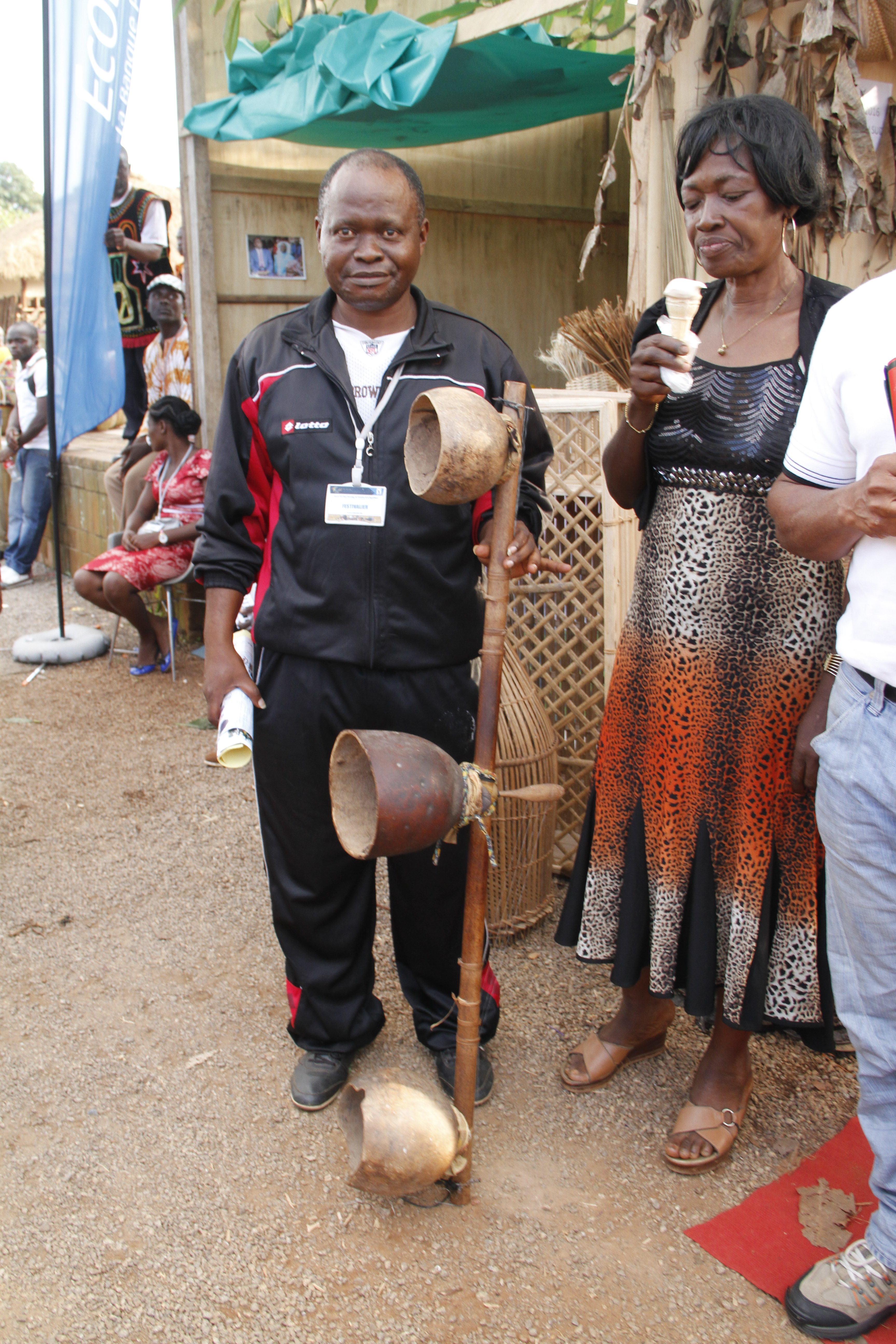
Mvet du Cameroun à trois calebasses.

L'origine du Mvett, comme celle du peuple Fang-Béti-Bulu qui pratique cet art oratoire, est assez mal connue. Les Fang-Béti-Bulu sont un groupe affilié par la langue et les pratiques cultuelles communes. Les Fang vivent au Gabon, en Guinée équatoriale et une petite minorité au Congo-Brazzaville, alors qu'on retrouve les Beti et les Bulu au Cameroun. 
D'après les récits oraux, le Mvett serait apparu au cours de la migration des Fang-Béti-Bulu vers l'Afrique centrale. 
À l'origine, il s'agit d'un récit de préservation et de transmission de la mémoire lignagère. C'est à la suite d'un évènement majeur, symbolisé par le coma d'Oyono Ada Ngone, que le Mvett vit naître la saga héroïque des Ekang, qui formeront un groupe de guerriers immortels habitant la cité d'Engong, dirigée par le grand guerrier Akoma Mba. 
Les chants et les récits étaient déclamés à l'occasion des expéditions guerrières pour donner du courage aux combattants et pour instiller en eux un sentiment d'invincibilité avant et pendant les batailles. Au-delà de son rapport à la guerre, l'art du Mvett englobe d'innombrables aspects de la culture Fang : la poésie, la philosophie, les connaissances scientifiques , la spiritualité, le rêve de transcendance ou de surhumanité, ce qui a fait dire à Philippe Ndong Ntoutoume, auteur de nombreux ouvrages sur le Mvett, qu'il s'agit d'un "art total".

## Légende
Selon la légende, on doit la création du Mvett à un puissant guerrier au nom d'Oyono Ada Ngone dont la mythologie serait liée à la migration des Fang-Béti-Bulu. Ceux-ci étaient souvent en butte aux attaques meurtrières des tribus qu'ils croisaient sur leur route et qui finissaient par les pourchasser. 
Certains de ces assaillants ont été identifiés comme appartenant au peuple Mvéle et au peuple Bassa par des historiens tels que Joseph Ki-Zerbo, Pierre Alexandre ou Tsira Ndong Ndoutoume.  

Tsira Ndong Ndoutoume, dans son ouvrage Le Mvett : épopée fang, écrivit :  
"Au cours de leur fuite, l'un d'entre eux, Oyono Ada Ngone, grand musicien et guerrier, s'évanouit subitement. On porta son corps inanimé pendant une semaine. Après son coma, Oyono revint à la vie et annonça aux fuyards qu'il venait de découvrir un moyen sûr pour se donner du courage."  
Oyono rassemble les siens et leur dit qu'ils allaient se venger en menant des expéditions militaires contre les populations qu'ils rencontreront sur leur chemin. Il précise a avoir été en contact, durant son coma, avec une entité supérieure, nommée Eyo, qui s'incarne dans le Mvett. Eyo est perçu comme un « Esprit » qui lui transmit un instrument de musique : un cordophone appelé Mvett.  Eyo lui transmit également le chant et les récits des hauts faits des Ekang qui allaient ranimer l'espoir au sein de la population.  
À son réveil, Oyono Ada Ngone raconta ce qu'il avait vu et entendu. Puis il entreprit de fabriquer l'instrument de musique. 

## Philosophie et spiritualité
« Mvett » viendrait du verbe « a vet », qui signifie « s'étirer » ou « s'élever ». Il s'agit d'abord d'une élévation spirituelle individuelle ou collective. En cela, le Mvett est une philosophie et une spiritualité qui conduit au dépassement de soi et permet de transcender la mort pour ouvrir à chacun le chemin de l'immortalité.
Les récits narrés à l'aide de l'instrument de musique Mvett se déroulent dans un monde totalement différent du nôtre, appelé Emominlang. Ce monde du Mvett voit s'affronter deux camps : 
- le peuple d'Engong qui a conquis l'immortalité et vit tout au sud du monde du Mvett ;
- le peuple d'Oku qui désigne le reste du genre humain et qui est toujours mortel. Les hommes les plus puissants d'Oku veulent arracher leur secret aux hommes d'Engong.

Les conflits entre Oku et Engong se règlent généralement au terme de batailles très violentes, toujours remportées par le camp d'Engong. Les combats dans le Mvett se font à l'arme blanche (sauf très rares cas particuliers) mais les meilleurs guerriers disposent d'un impressionnant arsenal de sortilèges.
Le monde du Mvett permet également des interactions très fréquentes entre le monde des morts et celui des vivants. Les premiers interviennent très souvent dans les affaires des seconds lorsqu'ils leur demandent de l'aide ou, tout simplement, pour assouvir leur vengeance.
Le monde du Mvett s'articule autour de quatre grandes zones géographiques :
- Nkourou Megnoung Eko Mbegne. Il s'agit de la région située tout au nord du monde du Mvett ;
- Etone Abandzic Mekok Engone. C'est la région est. C'est là que naquirent la vie et ses grands mystères ainsi que les êtres humains. D'après L'Encyclopédie du Mvett II de Grégoire Biyogo, c'est dans cette région qu'Oyono Ada Ngone entendit la voix d'Eyo et qu'il eut la révélation suprême. Cette région est également très riche en cours d'eau ;
- Edoune Nzok Amvene Obame. Il s'agit d'une région située à l'ouest. C'est un territoire riche en hommes puissants, mais apparemment plus calme que d'autres car nombre de guerriers d'Engong sont les neveux d'hommes de cette région ;
- Engong Nzok Mebeghe Me Mba. Située à l'extrême sud du principal continent, cette région est occupée par les immortels qui y ont créé leur pays. Il est habité par la descendance du patriarche Ekang Nna. Peuple belliqueux par excellence, les hommes d'Engong sont de valeureux guerriers experts au sabre et en sorcellerie. C'est cette maîtrise inégalée des arts occultes qui permet aux hommes d'Engong de s'affranchir de la mort.

Si les principaux événements se déroulent sur le continent africain, des événements peuvent également se passer ailleurs. Ainsi, un célèbre récit a placé une grande réunion de sorciers sur la Lune. À cette réunion assistait d'ailleurs un personnage venu d'une autre planète. Il s'agissait d'Ella Minko M'Obiang.
L'arrivée des Européens en Afrique et leur entrée en contact avec les fangs s'est également ressenti dans les récits. Ainsi, il est parfois question de la terre d'origine des Européens, située au-delà des mers.

## Instrument

### Facture
Le mvett est un cordophone, une petite harpe-cithare sur bâton de palmier-raphia, ou de bambou, de 110 à 130 cm de long avec un à quatre résonateurs en calebasse, un haut chevalet vertical placé en son milieu, divisant en deux la longueur des quatre à cinq cordes en boyaux.

### Jeu
Proche de l'arc musical, l'instrument est tenu horizontalement sur la poitrine qui ferme ou ouvre le résonateur central en demi-calebasse ouverte, par un simple mouvement avant-arrière des bras, tandis que les deux mains égrènent les mélodies des deux côtés des cordes.
Cet instrument est utilisé seul ou pour accompagner les chants des Fangs, notamment au Gabon, au Cameroun et en Guinée équatoriale.

## Le Mvett: de l'oraliture à la littérature écrite
Le premier effort de documentation du Mvett fut réalisé par Günter Tessmann dans son ouvrage Die Pangwe (1913). Ce dernier se contente néanmoins d’une description  sommaire de l’instrument de musique, laissant de côté l'art verbal. Il a fallu attendre les années 1960 pour voir arriver un premier enregistrement complet du Mvett, réalisé par l'ethnomusicologue Herbert Pepper et qui donnera le texte de référence Un mvet de Zwè Nguéma,. Ce récit fut recueilli dans le village Anguia, au nord du Gabon, et sera publié dans une version bilingue (fang-français) en 1961 avec le concours d’Elie Nkoga, Mme Draget et Philippe Ndong Ndoutoume, qui publiera, lui-même, son premier volume du Mvett une décennie plus tard. Certes d'autres récits oraux ont récemment été traduits en français par de jeunes universitaires, tel Un mvett d'Akue Obiang de Régis Ollomo Ella, le Mvett reste essentiellement un art oral que se sont approprié de nombreux artistes gabonais, parmi lesquels Pierre Claver Zeng, Prosper Nzé et Alexis Abessolo dont la vigueur musicale tire son essence du rythme en flux continu propre au Mvett, en particulier celui du novateur Emmanuel Mvome Ekoqui connut malheureusement une fin précoce.
Pour le peuple fang, le Mvett n’est pas un simple récit imaginaire. Il recouvre une signification psycho-existentielle si profonde qu’il reste, avec la langue fang, un des cadres structurants de leur identité. Cela n'a pas échappé aux observateurs étrangers qui ont eux aussi reconnu la richesse littéraire du Mvett au point que l’anthropologue américain James Fernandez l’a comparé à l’épopée anglaise Beowulf, alors que Pierre Alexandre le considère comme « l’expression la plus originale non seulement camerounaise ou gabonaise, mais de la culture africaine ». On retrouve la même appréciation chez Pascal Boyer, auteur d’une étude magistrale, mais avec des affirmations quelque peu controversées, sur le Mvett. Boyer reconnaît avec Pierre Alexandre que le Mvett fait partie « des genres les plus brillants de la littérature traditionnelle africaine ».  

## Recherches universitaires sur le Mvett
(décembre 2015).
Si vous disposez d'ouvrages ou d'articles de référence ou si vous connaissez des sites web de qualité traitant du thème abordé ici, merci de compléter l'article en donnant les références utiles à sa vérifiabilité et en les liant à la section « Notes et références ».
Au début du XXIe siècle, l’épopée Mvett s’est enrichie de publications académiques parues en langue anglaise et française,,. L’hypothèse la plus novatrice examine l’avènement du cycle héroïque des Ekang à partir d’une approche historiographique qui intègre la littérature orale (contes, légendes, mythes, récits épiques, allégories philosophiques) comme mécanisme de codification et de transmission des faits historiques. Le Mvett recèle ainsi de riches matériaux historiographiques interprétés en lien avec les différentes formes de violence engendrées par la traite atlantique. En effet, nombre de récits du Mvett sont émaillés de guerres, de kidnappings d’innocents, d’expéditions militaires ayant recours au mercenariat, de raids, d’attaques surprises, d’invasions de villages, d’asservissement des captifs. Certaines de ces  formes de violence constituent l’essence de la trame narrative du Mvett et épousent souvent des schémas complexes. Leur décryptage et réinterprétation  a permis de comprendre que la mutation du Mvett (initialement conçue comme une simple technique de codification et de mémorialisation de l’histoire lignagère) en une saga héroïque trouve une explication cohérente si elle est analysée à l’aune des guerres ethniques et tribales provoquées par deux grands évènements connexes qui ont secoué l’Afrique : la traite atlantique qui dura plus de quatre siècles et le jihad, lancé par Ousmane Dan Fodio au début du XIXe siècle, lequel avait abouti à l’islamisation partielle des territoires (Nigéria et Cameroun), considérés  comme faisant partie des trajectoires migratoires du peuple fang-béti-bulu. La narrativisation hyperbolique de la guerre, sa figuration comme « mythème obsédant » dans l’imaginaire des Fang-Béti-Bulu, fait du Mvett un récit en forme d’écho, le lieu de réverbération d’une mémoire traumatique comme le suggère le coma d’Oyono Ada Ngone ou la cavalcade de Ngourangourane dans la lutte épique qui l’opposa à son père, le crocodile Ombouré, un monstre cannibale qui réduisit les Fang en esclavage. La légende de Ngourangourane fait écho à celle recueillie par Philippe Laburthe-Tolra auprès des Béti, groupe affilié au Fang-Bulu, qui durent combattre un chef tyrannique nommé Mulumumu-Mba, qui ne se nourrissait que de chair humaine. Toutes ces violences auxquelles furent confrontés les Fang-Beti-Bulu au cours de leur migration expliqueraient la naissance de la saga des superhéros  Ekang. Cette saga serait alors une sorte « d’onde mémorielle » de la Grande Histoire africaine marquée pendant près de quatre siècles par la marchandisation des Noirs. Le Mvett aurait ainsi été une forme de résistance symbolique à la violence engendrée par la traite atlantique.

## Influences
L'influence du Mvett aujourd'hui sur le plan philosophique, esthétique et artistique est immense. Sur le  questionnement philosophique, de nombreux auteurs comme Bonaventure Mve Ondo, Marcien Towa, Grégoire Biyogo, Eno Belinga ou Steeve-Elvis Ella s'appuient sur le Mvett pour alimenter des réflexions sur la transcendance, l'altérité et la finitude de l'homme.
Dans le domaine musical, des artistes tels que Medjo Mesome, Pierre-Claver Zeng, Alexis Abessolo, André Pépé Nze et Prospère Nze sont parvenus à donner au Mvett une modernité inédite dans des registres très variés. Le rap, plus largement le hip-hop d'Afrique centrale, se nourrit abondamment du Mvett. Très tôt des rappeurs comme Medang Lawana du groupe gabonais Siya Posse Sy, NGT et son concept FunkyMvett ainsi que le rappeur Lord Ekomy Ndong du groupe Movaizhaleine ont su imposer l'univers et le décor du Mvett dans leur musique. Il faut y ajouter toute une scène poétique liée au slam très prisée des nouvelles générations.
Le domaine de la littérature est aussi concerné .Des romanciers tels qu'Éric-Joël Bekale et Marc Mve Bekale construisent également des procédures narratives inspirées du Mvett et particulièrement du maître Tsira Ndong Ndoutoume. Avec son émission radiophonique « L'Aventure Mystérieuse » sur Africa no 1, Patrick Nguema Ndong réinvente magistralement le Mvett. 

## Philatélie
Le Mvett figure sur plusieurs timbres du Cameroun, l'un d'une valeur de 100 F intitulé « Cithare mvet » (1978), l'autre de 70 F dans la série « Instruments de musique traditionnels » sous le titre « La guitare (mvet) » (1985).